# Jiřina Pelcová
Jiřina Pelcová, née Adamičková le 22 novembre 1969 à Jablonec nad Nisou, est une biathlète tchèque. 

## Biographie
Pour sa première saison, Jiřina Adamičková gagne sa première médaille internationale aux Championnats du monde 1989, avec le bronze au relais, où elle aussi sixième du sprint.
Elle remporte l'édition 1989-1990 de la Coupe du monde sous les couleurs tchécoslovaques, devant la Norvégienne Anne Elvebakk, grâce notamment à cinq victoires (4 en sprint et 1 en individuel). En 1992, elle se classe cinquième du sprint des Jeux olympiques.
En 1993, elle fait partie du relais tchèque vainqueur du premier titre mondial de leur pays avec Jana Kulhavá, Iveta Knížková et Eva Háková.
Entre 1994 et 1996, elle absente du circuit mondial.
À l'issue de la saison 1997-1998, où elle court les Jeux olympiques de Nagano, elle prend sa retraite sportive.

## Palmarès

### Jeux olympiques d'hiver
| Nat.            | Édition \ Épreuve   | Individuel | Sprint | Relais |
| --------------- | ------------------- | ---------- | ------ | ------ |
| Tchécoslovaquie | JO 1992 Albertville | 23e        | 5e     | 8e     |
| Tchéquie        | JO 1994 Lillehammer | 37e        | 49e    | 7e     |
| Tchéquie        | JO 1998 Nagano      | 38e        | 35e    | 6e     |

### Championnats du monde
| Nat.            | Mondiaux \ Épreuve | individuel     | Sprint         | Poursuite                        | Relais                    | Course par équipes        |
| Tchécoslovaquie | 1989 Feistritz     | 27e            | 6e             | Épreuve inexistante à cette date | Médaille de bronze, monde | 7e                        |
| Tchécoslovaquie | 1990 Minsk / Oslo  | 13e            | 7e             | Épreuve inexistante à cette date | 7e                        | 5e                        |
| Tchécoslovaquie | 1991 Lahti         | 16e            | 4e             | Épreuve inexistante à cette date | 5e                        | 6e                        |
| Tchécoslovaquie | 1992 Novossibirsk  | JO Albertville | JO Albertville | Épreuve inexistante à cette date | JO Albertville            | Médaille de bronze, monde |
| Tchéquie        | 1993 Borovets      | 26e            | 23e            | Épreuve inexistante à cette date | Médaille d'or, monde      | 12e                       |
| Tchéquie        | 1997 Osrblie       | 30e            | -              | -                                | 12e                       | 9e                        |
| Tchéquie        | 1998 Hochfilzen    | JO Nagano      | JO Nagano      | -                                | JO Nagano                 | 9e                        |

Légende :

 : première place, médaille d'or

 : troisième place, médaille de bronze

 : épreuve inexistante à cette date

— : pas de participation à cette épreuve

### Coupe du monde
- Vainqueur du classement général de Coupe du monde en 1990.
- 6 victoires dans des épreuves individuelles.
- 2 victoires en relais.

#### Liste des victoires
| Saison                | Date             | Lieu               | Discipline       |
| --------------------- | ---------------- | ------------------ | ---------------- |
| 1989–1990 5 victoires | 16 décembre 1989 | Obertauern         | 10 km sprint     |
| 1989–1990 5 victoires | 19 janvier 1990  | Antholz-Anterselva | 10 km sprint     |
| 1989–1990 5 victoires | 27 janvier 1990  | Ruhpolding         | 10 km sprint     |
| 1989–1990 5 victoires | 3 février 1990   | Walchsee           | 10 km sprint     |
| 1989–1990 5 victoires | 15 mars 1990     | Kontiolahti        | 20 km individuel |
| 1991–1992 1 victoire  | 14 mars 1992     | Fagernes           | 20 km individuel |

### Championnats d'Europe
- Médaille d'argent du sprint en 1994.